# Puchar Świata w kolarstwie przełajowym 2004/2005
Puchar Świata w kolarstwie przełajowym w sezonie 2004/2005 to 12. edycja tej imprezy. Organizowany przez UCI, obejmował jedenaście zawodów dla mężczyzn oraz cztery dla kobiet. Pierwszy wyścig odbył się 10 października 2004 roku w belgijskim Wortegem-Petegem, a ostatni 13 lutego 2005 roku we francuskim Lanarvily. 
Trofeum sprzed roku bronili: Holender Richard Groenendaal wśród mężczyzn oraz Niemka Hanka Kupfernagel wśród kobiet. W tym sezonie zrezygnowano jednak z prowadzenia klasyfikacji generalnej i nie przyznano indywidualnych wyróżnień.

## Wyniki

### Mężczyźni
| Lp  | Miejscowość      | Data                 | 1. miejsce          | 2. miejsce          | 3. miejsce          |
| --- | ---------------- | -------------------- | ------------------- | ------------------- | ------------------- |
| 1.  | Wortegem-Petegem | 10 października 2004 | Zdeněk Mlynář       | Sven Vanthourenhout | Mario De Clercq     |
| 2.  | Tábor            | 28 października 2004 | Kamil Ausbuher      | Sven Vanthourenhout | Erwin Vervecken     |
| 3.  | Pijnacker        | 14 listopada 2004    | Sven Nys            | Richard Groenendaal | Sven Vanthourenhout |
| 4.  | Koksijde         | 27 listopada 2004    | Erwin Vervecken     | Sven Nys            | Ben Berden          |
| 5.  | Wetzikon         | 5 grudnia 2004       | Sven Nys            | Petr Dlask          | Erwin Vervecken     |
| 6.  | Mediolan         | 8 grudnia 2004       | Sven Nys            | Ben Berden          | Zdeněk Mlynář       |
| 7.  | Hofstade         | 28 grudnia 2004      | Sven Nys            | Erwin Vervecken     | Enrico Franzoi      |
| 8.  | Aigle            | 2 stycznia 2005      | Sven Vanthourenhout | Sven Nys            | Erwin Vervecken     |
| 9.  | Nommay           | 16 stycznia 2005     | Sven Nys            | Tom Vannoppen       | Sven Vanthourenhout |
| 10. | Hoogerheide      | 23 stycznia 2005     | Sven Nys            | Davy Commeyne       | Sven Vanthourenhout |
| 11. | Lanarvily        | 13 lutego 2005       | Sven Nys            | Richard Groenendaal | Enrico Franzoi      |

### Kobiety
| Lp | Miejscowość | Data              | 1. miejsce           | 2. miejsce           | 3. miejsce           |
| -- | ----------- | ----------------- | -------------------- | -------------------- | -------------------- |
| 1. | Pijnacker   | 14 listopada 2004 | Daphny van den Brand | Laurence Leboucher   | Nadia Triquet-Claude |
| 2. | Mediolan    | 8 grudnia 2004    | Daphny van den Brand | Maryline Salvetat    | Marianne Vos         |
| 3. | Hofstade    | 28 grudnia 2004   | Hanka Kupfernagel    | Maryline Salvetat    | Daphny van den Brand |
| 4. | Nommay      | 16 stycznia 2005  | Hanka Kupfernagel    | Daphny van den Brand | Maryline Salvetat    |